# María de los Ángeles García
María de los Ángeles García Aguilar (Santiago, 28 de enero de 1986), también conocida como Marita García, es una actriz chilena.

## Carrera
En 2008, protagonizó la película Muñeca y ha participado en la telenovela de Canal 13 Primera dama, también participó en la telenovela de Mega Maldita y en 2012 protagonizó la serie Solita camino.
Desde 2013, fue parte del área dramática de TVN, donde interpreta el papel de Francisca Catalán, la villana juvenil de la telenovela Somos los Carmona. Además grabó el teaser para la próxima serie Una vida nuestra historia, que mostrará la vida en Chile en la década de los sesenta.
En 2014 trabajó en la teleserie de Mega, Pituca sin lucas, donde interpreta a Margarita Bravo. En 2016 se une a la producción diurna Te doy la vida, donde interpreta a Rosa María Chávez.
Además de su carrera como actriz, también se ha desempeñado como instructora de yoga.

## Filmografía

### Cine
| Año  | Título                    | Personaje | Director                       |
| ---- | ------------------------- | --------- | ------------------------------ |
| 2008 | Muñeca                    | Loli      | Sebastián Arrau                |
| 2009 | Súper, todo Chile adentro | Flaca     | Fernanda Aljaro Felipe del Río |
| 2010 | Anónimo                   | Amanda    | Renato Pérez                   |
| 2010 | La Espera                 | Natalia   | Francisca Fuenzalida           |
| 2010 | Blokes (cortometraje)     | Liliana   | Marialy Rivas                  |
| 2011 | La mujer de Iván          | Natalia   | Francisca Silva                |
| 2012 | Joven y alocada           | Pía       | Marialy Rivas                  |

### Televisión
| Año       | Título            | Personaje                  | Canal    |
| --------- | ----------------- | -------------------------- | -------- |
| 2010-2011 | Primera dama      | Nancy Ramírez              | Canal 13 |
| 2012      | Maldita           | Amaranta Undurraga         | Mega     |
| 2013-2014 | Somos los Carmona | Francisca Catalán          | TVN      |
| 2014-2015 | Pituca sin lucas  | Margarita Bravo            | Mega     |
| 2016      | Te doy la vida    | Rosa María Chávez          | Mega     |
| 2017-2022 | Verdades ocultas  | Maite Soto / Maite Verdugo | Mega     |

| Año  | Título                                     | Personaje              | Canal       |
| ---- | ------------------------------------------ | ---------------------- | ----------- |
| 2008 | Paz                                        | Matilde                | TVN         |
| 2008 | Huaiquimán y Tolosa                        | Mariela                | Canal 13    |
| 2009 | Aquí no hay quien viva                     | Cecilia Cuevas         | Chilevisión |
| 2010 | Algo habrán hecho por la historia de Chile | Irene Morales (cap. 7) | TVN         |
| 2012 | Solita camino                              | Manuela Izquierdo      | Mega        |
| 2014 | Una vida nuestra historia                  | Elena                  | TVN         |